# Mayo Thompson

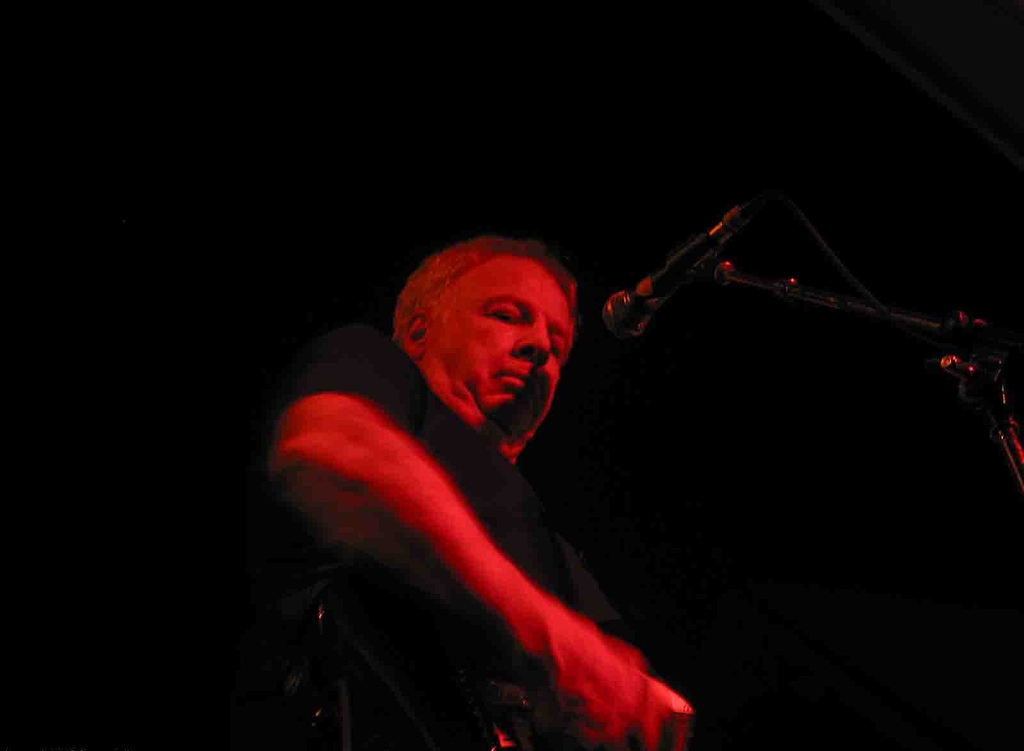
Mayo Thompson bei einem Konzert mit Red Krayola (Münster, 5. Mai 2005)

Mayo Thompson (* 26. Februar 1944 in Houston, Texas) ist ein US-amerikanischer Musiker und Bildender Künstler.
1966 gründete er zusammen mit Frederick Barthelme und Steve Cunningham die Avantgarde-Band Red Krayola.
In den frühen 1970er Jahren lebte er in New York City, wo er als Studioassistent für Robert Rauschenberg arbeitete. 1970 veröffentlichte er sein einziges Soloalbum Corky's Debt To His Father beim Texas Revolution label. Es wurde 2008 von Drag City neu aufgelegt. Desillusioniert von der amerikanischen Kunstszene zog er nach London und schloss sich der Künstlergruppe Art & Language an. Auf seine Initiative hin erschien 1976 ein gemeinsames Album von The Red Krayola mit Art & Language unter dem Namen Corrected Slogans. In den 1980er Jahren war er Bandmitglied von Pere Ubu. 1983 arbeitete er mit den Musikern Dieter Moebius und Conny Plank zusammen. In den 1980ern begann auch die Zusammenarbeit mit Albert Oehlen. Weiterhin ist er an Alben von Sven-Åke Johansson und Rüdiger Carl beteiligt.
Von 1998 bis 2008 hatte er eine Professur am Art Center College of Design in Pasadena.